# Gouverneur der Dauphiné
Das Amt des Gouverneurs der Dauphiné war zu Beginn lediglich eine Abwesenheitsvertretung des Landesherrn, des Dauphin von Viennois. Nachdem Humbert II. de Viennois die Dauphiné 1349 an Frankreich übergeben hatte, war der Gouverneur nicht nur Militärkommandant, sondern auch Repräsentant des Dauphin de France, der üblicherweise nicht in der Dauphiné residierte. Anfangs wurde der Gouverneur aus dem unmittelbaren Gefolge des Dauphins (oder des minderjährigen Königs) ausgewählt, dessen Berater er im Allgemeinen war, und im Laufe der Zeit – bis zur Thronbesteigung von Franz I. und damit der Übernahme der Macht durch das Haus Valois-Angoulême – immer weiter mit Macht ausgestattet.
Mit der fortschreitenden Verschwinden der Gewohnheitsrechte der Provinz und dem Abgleiten in Richtung der absoluten Monarchie hörte die Machtausübung durch die Gouverneure, die der königlichen Familie nahestanden, auf, genauso wie der Begriff Dauphin seiner rechtlichen Substanz beraubt wurde.

## Gouverneure der Dauphins de Viennois
Vor 1349 war die Dauphiné in mehrere pays untergliedert, die wahrscheinlich jeweils ihren Gouverneur hatten: Viennois – Saint-Marcellin, Briançonnais, Embrunnais, Gapençais, Grésivaudan, Viennois – La Tour, schließlich die Baronnies ab 1315 bzw. 1317. Diese Gouverneure wurden von den Dauphins entsprechend dem aktuellen Bedarf ernannt.
| Amtszeit           | Gouverneur           | Lebensdaten   | Wappen     | Titel                  | Funktion                               | Anmerkungen |
| ------------------ | -------------------- | ------------- | ---------- | ---------------------- | -------------------------------------- | --- |
| nach 1282 vor 1292 | Odon Alleman         | um 1225-1292  | Valbonnais | Seigneur de Champs     | Gouverneur d'Embrunais et de Gapençais | Erster bekannter Gouverneur; war bei der Huldigung vom 18. Juni 1282 noch nicht im Amt                                                                                        |
| 29. Februar 1310   | Aymon de Montagny    | vor1250-1316  | Montagny   | Abt von Saint-Antoine  | Rat des Dauphin                        | Grand-maître de la Maison de l'Aumône (1273), nahm am Konzil von Vienne von 1289 teil und erreichte 1297 die Autonomie seiner Abtei, wurde der erste Abt des Antoniter-Ordens |
| 29. Februar 1310   | Arthaud de Rossillon | 1275-1316     | Roussillon | Seigneur d'Annonay     | Rat von Jean II. de Viennois           | Gleichzeitig mit Montagne und Valbonnais zum Gouverneur ernannt |
| 29. Februar 1310   | Guigues Alleman      | 1255-1320     | Valbonnais | Seigneur de Valbonnais | Rat des Dauphin                        | Die Familie Alleman de Valbonnais besaß zahlreiche Lehen im Süden Grenobles. Gleichzeitig mit den beiden vorigen zum Gouverneur ernannt.                                      |
| 1333               | Henri II. de Villars | vor 1300-1354 | Villars    | Vikar Humberts II.     | Rat des Dauphin                        | Bischof von Viviers, Bischof von Valence, 1342 Erzbischof von Lyon Angehöriger der Familie Thoire-Villars                                                                     |

## Gouverneure der Dauphiné von 1349 bis zum 15. Jahrhundert
Ab 1349 gehörte die Dauphiné dem ältesten Sohn des Königs von Frankreich. Dieser (der ein Kind oder ein Jugendlicher sein konnte), hielt sich nur selten in seiner Provinz auf und übergab die Verwaltung oft einem seiner Vertrauten, üblicherweise einem Mitglied seines Rates. Der Gouverneur war bis 1409 mit weitreichenden Vollmachten ausgestattet
| Amtszeit                                        | Gouverneur                    | Lebensdaten            | Wappen   | Titel                                  | Funktion                                                                                                  | Anmerkungen |
| ----------------------------------------------- | ----------------------------- | ---------------------- | -------- | -------------------------------------- | --- | --- |
| Ende 1349                                       | Aymar de Poitiers             | 1322-um 1375           | Poitiers | Comte de Valentinois et Diois          | Rektor des Comtat Venaissin (1372)                                                                        | Begleitete die Verhandlungen mit Savoyen, die zum Vertrag von Paris (1355) führten |
| 1355, nach 13. Juni                             | Jean d'Auvergne               | † 1386                 | Auvergne | Comte de Montfort                      | - | Wurde 1361 Graf von Auvergne und Graf von Boulogne |
| 3. Oktober 1356                                 | Guillaume de Vergy            | 1290-1361              | Vergy    | Seigneur de Miribel                    | | 1357 Vorsitzender der Organisation der États provinciaux du Dauphiné (1357) nach dem Vorbild der États généraux de France, die die Trois Ordres zusammenführten |
| 7. Oktober 1361, Rücktritt am 10. Dezember 1369 | Raoul de Vienne               | vor 1330-1388          | Louppy   | Seigneur de Louppy                     | Königlicher Rat 1354 und erneut 1357                                                                      | Schloss 1362 eine Vereinbarung mit Amadeus VI. von Savoyen gegen die Grandes Compagnies, mit denen Aymar de Poitiers, Graf von Valentinois, und der Graf von Amadeus III. von Genf verbunden waren. Diese Vereinbarung wurde 1363 vom Louis de Villars, Bischof von Valence bekräftigt. Nachdem er 1364 dagegen vorgegangen war, unterstützte er 1368 den Herzog von Anjou gegen Königin Johanna |
| 22. Dezember 1369                               | Jacques de Vienne             | † 1372                 | Vienne   | Seigneur de Saint-Georges et de Longwy | Capitaine général du Duché de Bourgogne                                                                   | Verhandelte den Vertrag von Guillon (1360), in der Schlacht bei Brignais (1362) gefangen genommen, huldigte Johann II. von Frankreich am 28. April 1366 für eine Rente von 500 Livre |
| 10. Dezember 1372                               | Charles de Bouville           | nach 1297-1385         | Bouville | Seigneur de Saint-Vrain                | Chambellan du Roi                                                                                         | Lieutenant du Roi au Vicariat du Royaume d'Arles (1378-), Gesandter beim Reichstag 1379 in Frankfurt, etablierte die Macht des Königs in der Dauphiné |
| August 1385                                     | Vakanz                        | Vakanz                 | Vakanz   | Vakanz                                 | Vakanz | Vakanz |
| 17. Oktober 1385                                | Enguerrand d'Eudin            | † 1390                 | Eudin    | Chevalier Seigneur de Châteauvillain   | Kammerherr des Königs Karl V., Rat des Königs Karl VI.                                                    | War Gouverneur von Ponthieu und von Tournai (1369), dann Seneschal von Beaucaire (1382) und Lieutenant von Charles de Bouville |
| März 1390                                       | Vakanz.                       | Vakanz.                | Vakanz.  | Vakanz.                                | Vakanz.                                                                                                   | Vakanz. |
| 1. April 1391                                   | Jacques de Montmaur           | † 1406                 | Montmaur | Chevalier                              | Gouverneur de La Rochelle                                                                                 | Aufgrund einer Beschwerde der États de Dauphiné 1399 abgesetzt, 1406 wieder eingesetzt |
| 1. April 1399                                   | Geoffroy Boucicaut Le Maingre | † um 1430              | Maingre  | Chevalier                              | - | Nach der Wiederherstellung der weltlichen Befugnisse des Erzbischöfe von Vienne (1400) versuchte Boucicaut, dessen Streit mit dem Prälaten Thibaud de Rougemont wegen eines Brandes zu schlichten (1402-1403). Aufgrund einer Beschwerde der États abgesetzt (und später wieder eingesetzt) |
| 1406                                            | Jacques de Montmaur           | † 1406                 | Montmaur | Chevalier                              | Kammerherr Karls VI.                                                                                      | Im Jahr seines Todes wieder eingesetzt |
| 13. September 1406                              | Geoffroy Boucicaut Le Meingre | † um 1430              | Maingre  | Chevalier                              | - | Durch den König wieder eingesetzt nach dem Tod Montmaurs |
| 21. April 1407                                  | Guillaume de Laire            | (vor 1370 – nach 1410) | Laire    | Seigneur de Cornillon                  | Kammerherr Karls VI., Ritter des Ordens vom Stachelschwein, Lieutenant des kaiserlichen Vikars von Arles. | Aus dem Gefolge von Louis de Valois, duc d’Orléans, der ihn 1406 im Conseil du Roi einsetzte, Opfer der Régence. Er ist der letzte Gouverneur, dessen Dokumente ein personalisiertes Siegel tragen. |

## Gouverneure der Dauphiné zu Beginn des 15. Jahrhunderts
In dieser Periode, die parallel mit dem Bürgerkrieg der Armagnacs und Bourguignons beginnt, nehmen die Befugnisse der Gouverneure zugunsten des Conseil delphinal allmählich ab. Der letzte souveräne Dauphin en titre war Louis II. de Dauphiné, dem sein Vater Karl VII. die Macht in der Dauphiné in dessen fünftem Lebensjahr übergab, die er ab tatsächlich erst ab 1441 ausübte. Obwohl danach der Titel „Dauphin“ mit der männlichen Primogenitur der Krone Frankreichs verbunden blieb, so war ihm doch jede Souveränität entzogen.
| Amtszeit          | Gouverneur                          | Lebensdaten     | Wappen       | Titel                                                | Funktion | Anmerkungen |
| ----------------- | ----------------------------------- | --------------- | ------------ | ---------------------------------------------------- | --- | --- |
| 8. Januar 1409    | Régnier Pot                         | um 1342-1432    | Pot          | Seigneur de La Prugne et de La Roche-Nolay           | Gouverneur des Languedoc (1411-1412), Rat Philipps de Guten von Burgund, Ritter des Ordens vom Goldenen Vlies | Demission Juni oder Juli 1414 |
| 18. Juli 1414     | Jean I. d'Angennes                  | † 1418          | Angennes     | Seigneur de Rambouillet et de La Loupe               | 1410 Kammerherr von Karl VI. und Louis de Valois, duc de Guyenne                                              | Auch Capitaine de la garde du Louvre; starb bei der Belagerung von Rouen |
| 13. Juli 1415     | Guichard Dauphin                    | um 1365/71-1415 | Jaligny      | Seigneur de Jaligny                                  | Kanoniker in Nevers (1405), Maître d'Hôtel Karls VI. (1408), Gouverneur von Montreuil (1413)                  | In der Dauphiné von Artus de Langon und Jean de La Bis vertreten; gefallen in der Schlacht von Azincourt am 25. Oktober 1415 |
| Oktober 1415      | Vakanz                              | Vakanz          | Vakanz       | Vakanz                                               | Vakanz | Vakanz |
| 7. Februar 1416   | Henri II. de Sassenage, dit le Roux | um 1381-1424    | Sassenage    | Baron de Sassenage                                   | Rat Karls VI., Testamentsvollstrecker von Louis II. de Poitiers-Valentinois (1419)                            | Reformiert 1417 und 1418 das Münzwesen der Dauphiné; trat 1420 für eine Pilgerreise nach Jerusalem zurück; fiel 1424 in der Schlacht von Verneuil                                                                                                  |
| Juli 1420         | Gilbert Motier de La Fayette        | um 1380-1464    | Motier       | Seigneur de La Fayette et Montgibaud                 | Rat und Kammerherr Karls VI., Marschall von Frankreich (1421)                                                 | Auch Senechal des Bourbonnais, Marschall von Herzog Jean I. de Bourbon, Lieutenant-général des Königs im Languedoc, Lieutenant des Dauphin, dann dessen Capitaine-Général im Lyonnais und Mâconnais (1417), Sénéchal de Beaucaire et Nîmes (1439). |
| 21. November 1420 | Randon de Joyeuse                   | ?-?             | Saint-Didier | Seigneur de Saint-Didier                             | Baron de Joyeuse                                                                                              | Chevalier banneret, Rat und Kammerherr Karls VI. |
| 13. Juli 1425     | Béraud III. Dauphin d'Auvergne      | 1380-1426       | Jaligny      | Comte d'Auvergne et de Sancerre, Seigneur de Sagonne | Rat Karls VII.                                                                                                | Am 28. Juli 1426 im königlichen Rat unter den Augen Karls VII. getötet |
| 6. Juni 1426      | Mathieu de Foix                     | † 1453          | Comminges    | Comte de Comminges (uxor nomine, 1419-1443)          | Ritter des Ordens vom Goldenen Vlies (1440)                                                                   | Als Gesandter Karls VI. auf dem Konzil von Konstanz (1416) ließ er sich in der Dauphiné durch Jean Girard (1432-1457 Erzbischof von Embrun) vertreten                                                                                              |
| 1. November 1428  | Raoul de Gaucourt                   | um 1375-1462    | Gaucourt     | Seigneur d'Hargicourt                                | Rat und Erster Kammerherr Karls VI., Großmeister von Frankreich (1456-1461)                                   | Führte den Krieg gegen Louis II. de Chalon-Arlay, Fürst von Orange bis zur Eroberung von Auberive |
| 1441              | Bertrand de Loupy                   | ?-?             |              | -                                                    | - | Genannt in Dokumenten vom 27. August 1442, 24. Juli und 6. Dezember 1447 |

## Gouverneure der Dauphiné seit Ludwig XI.
Die Ankunft des Dauphin Louis II. im Exil in seinen Ländern 1446 änderte die Gewohnheiten in der Dauphiné radikal: der Dauphin übte tatsächlich seine Macht aus und übertrug einen Teil dem Conseil delphinal, das er zum Parlement du Dauphiné (1453) umformte, wobei der Gouverneur bis zum Beginn des 16. Jahrhunderts nur noch ein Militärkommandant war. König Karl VII. hingegen musste nach der Flucht seines Sohnes die Möglichkeit ausschließen, dass sich die Provinz noch einmal gegen die Krone wandte, so dass 1457 das Ende der (relativen) Autonomie der Dauphiné markiert.
| Amtszeit                   | Gouverneur                 | Lebensdaten                | Wappen    | Titel                                                                                        | Funktion                                                                                     | Anmerkungen |
| -------------------------- | -------------------------- | -------------------------- | --------- | -------------------------------------------------------------------------------------------- | -------------------------------------------------------------------------------------------- | --- |
| (Letzte Tage 1447, Vakanz) | (Letzte Tage 1447, Vakanz) | (Letzte Tage 1447, Vakanz) |           | Interim des Präsidenten des Conseil delphinal, Jean Girard, Vizekanzler des Dauphin Louis    | Interim des Präsidenten des Conseil delphinal, Jean Girard, Vizekanzler des Dauphin Louis    | Interim des Präsidenten des Conseil delphinal, Jean Girard, Vizekanzler des Dauphin Louis |
| 1. Januar 1448             | Louis de Laval             | um 1411-1489               | Montfort  | Seigneur de Châtillon                                                                        | Kammerherr des Dauphin Louis                                                                 | Vom Dauphin während dessen Exil in der Dauphiné von 1446 bis August 1456 ernannt; später Gouverneur von Genua (1461), Champagne (1465-1472) und Touraine (1483-1484)                                                 |
| 4. Januar 1457             | Jean Bâtard d'Armagnac     | † 1473                     | Armagnac  | Chevalier                                                                                    | Rat und Kammerherr Ludwigs XI.                                                               | Seneschall von Valentinois (10. August 1450) und Marschall das Dauphiné. |
| 16. Juni 1463              | Louis de Crussol           | um 1425-1473               | Crussol   | Seigneur de Beaudisner.                                                                      | Großbrotmeister von Frankreich (1461)                                                        | War 1469 Maître général de l'Artillerie und Seneschall des Poitou. Trat nach Juli 1472 zurück |
| 1472                       | Jean Bâtard d'Armagnac     | † 1473                     | Comminges | Comte de Comminges (1461)                                                                    | Rat und Kammerherr Ludwigs XI.                                                               | Marschall von Frankreich (1461), Gouverneur von Guyenne (1462-1472), 1463 legitimiert |
| September 1473, Vakanz     | September 1473, Vakanz     | September 1473, Vakanz     |           | Intérim durch Lieutenant 'Louis Richard', Seigneur de Saint-Priest und Patensohn Ludwigs XI. | Intérim durch Lieutenant 'Louis Richard', Seigneur de Saint-Priest und Patensohn Ludwigs XI. | Intérim durch Lieutenant 'Louis Richard', Seigneur de Saint-Priest und Patensohn Ludwigs XI. |
| 7. März 1474               | Jean de Daillon            | 1423-1481                  | Daillon   | Seigneur du Lude                                                                             | Kammerherr Ludwigs XI. (1468)                                                                | Bailli du Cotentin (1470-1474). Er erweiterte das Parlement um zwei Räte und die Chambres des Comptes um einen Rat, nachdem er für die Dauphiné die Huldigung von Guillaume VIII., Fürst von Orange, erhalten hatte. |
| 19. Dezember 1481          | Palamède de Forbin         | 1433-1508                  | Forbin    | Seigneur de Solliès etc.                                                                     | Lieutenant-général, Großseneschall und Gouverneur der Provence                               | Setzte die Union der Provence mit Frankreich (1482) um. |
| Juni 1482, oder 28. Juli   | Jacques de Miolans         | † 1496                     | Miolans   | Seigneur d'Anjou en Dauphiné                                                                 | Großkammerherr von Frankreich Karls VIII.                                                    | Schickte Étienne de Poissy, Sire de Hauterive, um ihn bei der Amtseinführung zu vertreten |

## Gouverneure der Provinz Dauphiné
| Amtszeit                      | Gouverneur                    | Lebensdaten                   | Wappen      | Titel | Funktion | Anmerkungen |
| ----------------------------- | ----------------------------- | ----------------------------- | ----------- | --- | --- | --- |
| 13. November 1483             | François I. d’Orléans         | 1447-1491                     | Longueville | Comte de Dunois et de Longueville                                                                         | Kammerherr Karls VIII. | Kammerherr, Connétable und Gouverneur der Normandie; nach einer Vereinbarung mit dem König vom 27. März 1484 ernennt er Hugues de Onoz am 19. April 1484 zu seinem Stellvertreter |
| 13. Februar 1485              | Philippe de Bresse            | 1438-1497                     | Savoyen     | Comte de Beaujeu, Baron de Bresse etc.                                                                    | Gouverneur von Guyenne (1466-1468), dann des Herzogtums Burgund (1469-1473), und Lieutenant-général des Lyonnais (ab 1486) | Genannt Ohneland, 1496 Herzog von Savoyen |
| 7. Oktober 1491               | Jacques de Miolans            | † 1496                        | Miolans     | Seigneur d'Anjou                                                                                          | Zweite Amtszeit | Ernannte Antoine de Mévouillon zu seinem Stellvertreter |
| 17. Juli 1497                 | Jean de Foix                  | 1450-1500                     | Foix-Béarn  | Comte d'Étampes, Vicomte de Narbonne                                                                      | Mitglied des État-major Karls VIII., Gouverneur von Mailand (1496-1497)                                                    | Schwager Ludwigs XII., er beanspruchte den Thron von Navarra von 1483 bis zum Frieden von Tarbes 1497                                                                             |
| (November 1500 – 1503 Vakanz) | (November 1500 – 1503 Vakanz) | (November 1500 – 1503 Vakanz) |             | Intérim durch den Stellvertreter des Gouverneurs, Antoine de Mévouillon, Sire de Bressieux et de Ribiers. | Intérim durch den Stellvertreter des Gouverneurs, Antoine de Mévouillon, Sire de Bressieux et de Ribiers.                  | Intérim durch den Stellvertreter des Gouverneurs, Antoine de Mévouillon, Sire de Bressieux et de Ribiers.                                                                         |
| 1503                          | Gaston de Foix                | 1489-1512                     | Foix-Béarn  | Comte de Foix, Duc de Nemours, Vicomte d'Etampes                                                          | General der Armeen Ludwigs XII. In Italien                                                                                 | 1511 mit der Verteidigung Mailand beauftragt; er wurde in der Schlacht bei Ravenna (1512) getötet                                                                                 |
| (1512–1514 Vakanz)            | (1512–1514 Vakanz)            | (1512–1514 Vakanz)            |             | Intérim des Lieutenant des Gouverneurs, Jean de Poitiers, Vicomte d'Étoile, Seigneur de Saint-Vallier.    | Intérim des Lieutenant des Gouverneurs, Jean de Poitiers, Vicomte d'Étoile, Seigneur de Saint-Vallier.                     | Intérim des Lieutenant des Gouverneurs, Jean de Poitiers, Vicomte d'Étoile, Seigneur de Saint-Vallier.                                                                            |
| 26. Oktober 1514              | Louis d'Orléans               | 1480-1516                     | Orléans-L.  | Duc de Longueville Longueville, Marquis de Rothelin, Comte de Neufchâtel                                  | Großkammerherr von Frankreich                                                                                              | 1513 Gefangener in England, sicher zurück 1514 |
| 17. September 1516            | Artus Gouffier                | 1474-1519                     | Gouffier    | Seigneur de Boisy, Comte d'Étampes, Baron de Montlevrier                                                  | Pair und Großmeister von Frankreich                                                                                        | |
| 27. September 1519            | Guillaume Gouffier            | um 1482-1525                  | Gouffier    | Seigneur de Bonnivet puis de Boisy                                                                        | Rat des Königs Franz I., Admiral von Frankreich                                                                            | Gouverneur de Languedoc, Kammerherr Karls VIII., Seneschall der Saintonge |
| (Oktober 1524–Mai 1525)       | (Oktober 1524–Mai 1525)       | (Oktober 1524–Mai 1525)       |             | Charles Alleman, Sire de Laval, als Gouverneur par commission der Regentin Luise von Savoyen              | Charles Alleman, Sire de Laval, als Gouverneur par commission der Regentin Luise von Savoyen                               | Charles Alleman, Sire de Laval, als Gouverneur par commission der Regentin Luise von Savoyen                                                                                      |
| 9. Mai 1525                   | Michel-Antoine de Saluces     | 1495-1528                     | Saluzzo     | Markgraf von Saluzzo                                                                                      | Gouverneur der Grafschaft Asti, dann von Mailand, dann von Savona                                                          | Gouverneur von Paris und der Île-de-France (1526-), Lieutenant-général in Italien (1527)                                                                                          |

### Die Bourbonen in der Dauphiné

Lesdiguières

| Amtszeit                       | Gouverneur                 | Lebensdaten | Wappen           | Titel                                              | Funktion | Anmerkungen |
| ------------------------------ | -------------------------- | ----------- | ---------------- | -------------------------------------------------- | --- | --- |
| 7. Mai 1526                    | François de Bourbon        | 1491-1545   | Saint-Pol        | Comte de Saint-Pol                                 | Generalkapitän der Italienarmee | Während seiner Amtszeit nimmt König Franz I. das Recht der Ernennung des Gouverneur wieder an sich. |
| September 1545                 | François II. de Bourbon    | 1536-1546   | Saint-Pol        | Comte de Saint-Pol                                 | Als Kind zu Ehren seines Vaters ernannt | Gouverneur en survivance seines Vaters, der am 1. September gestorben war |
| 14. Mai 1547                   | François de Lorraine       | 1520-1563   | Guise            | Comte, dann Duc d'Aumale, schließlich Duc de Guise | Pair und Großkammerherr von Frankreich | - |
| 16. Januar 1562                | Charles de Bourbon         | 1515-1565   | La Roche-sur-Yon | Prince de La Roche-sur-Yon                         | Gouverneur des Dauphin | Das Amt des Gouverneurs wird zur Sinekure |
| 15. Oktober 1565               | Louis de Bourbon           | 1513-1582   | Montpensier      | Duc de Montpensier, Souverain de Dombes            | Pair de France | Bruder seines Vorgängers, Gouverneur de Touraine, Anjou et Maine (1560) et de Bretagne (1569) |
| 11. Dezember 1569              | François de Bourbon        | 1542-1592   | Montpensier      | Dauphin d'Auvergne, Duc de Montpensier             | Gouverneur d'Anjou, Maine, Touraine et Orléans (1588) | Generalgouverneur des Languedoc und der Dauphiné, Einzug in Vienne am 20. April 1574 |
| 26. Mai 1588                   | Henri de Bourbon           | 1572-1608   | Montpensier      | Prince de Dombes, dann Duc de Montpensier          | Gouverneur der Normandie (1592) | Wird regelmäßig im Amt vertreten durch Bernard de Nogaret, Admiral von Frankreich, Seigneur de La Valette (1553-1593)                                                                                                 |
| 1591 – Unrechtmäßige Ernennung | Henri I. de Savoie-Nemours | 1572-1608   |                  | Marquis de Saint-Sorlin                            | Nachdem er die Markgrafschaft Saluzzo erobert hatte, erhob er sich im Dienst der Katholischen Liga, die ihm das Gouverneursamt übertrug; er übte das Amt tatsächlich nicht aus und schloss sich 1596 Heinrich IV. an. | Nachdem er die Markgrafschaft Saluzzo erobert hatte, erhob er sich im Dienst der Katholischen Liga, die ihm das Gouverneursamt übertrug; er übte das Amt tatsächlich nicht aus und schloss sich 1596 Heinrich IV. an. |
| 2. Juni 1592                   | Jean d'Aumont              | 1522-1595   | Aumont           | Comte de Châteauroux                               | Marschall von Frankreich | War auch Gouverneur der Champagne und der Bretagne. In Ermangelung des Titels fällt die Macht in der Dauphiné in die Hände von François de Bonne                                                                      |
| 17. Dezember 1595              | François de Bourbon        | 1558-1614   | Conti            | Prince de Conti                                    | Gleichzeitig Gouverneur der Auvergne, von Paris und der Dauphiné | Geriet 1599 vor Toissay in Gefangenschaft und ließ das Amt vakant. |
| 22. März 1601                  | Charles de Bourbon         | 1566-1612   | Condé            | Comte de Soissons                                  | Großmeister von Frankreich | Auch Gouverneur der Normandie und Vizekönig von Neufrankreich; nach seinem Tod wird der Gouverneurstitel aller Inhalte entkleidet.                                                                                    |
| 1612                           | Louis de Bourbon           | 1604-1641   | Condé            | Comte de Soissons, Seigneur de Condé               | Gouverneur de Champagne (1631) | Nachfolger seines Vaters; kurz zuvor wurde Charles I. de Blanchefort, marquis de Créquy zum Generalleutnant in der Dauphiné ernannt. Suspendierung der États provinciaux du Dauphiné durch Richelieu (1628)           |

### Die Lesdiguières in der Dauphiné
Der Connétable de Lesdiguières, Gouverneur von Grenoble (1591), dann Generalleutnant des Königs in der Dauphiné (1597 als Nachfolger von Generalleutnant Alphonse d’Ornano), war niemals Gouverneur der Dauphiné en titre, obwohl man annehmen kann, dass er die Funktionen ausübte. Seine Nachfolger als Herzöge von Lesdiguières werden jedoch Gouverneur genannt.
| Amtszeit          | Gouverneur                           | Lebensdaten | Wappen | Titel                               | Funktion                          | Anmerkungen |
| ----------------- | ------------------------------------ | ----------- | ------ | ----------------------------------- | --------------------------------- | --- |
| 3. Juli 1642      | François de Bonne de Créquy          | 1596-1677   | Créquy | Duc de Lesdiguières                 | Pair und Marschall von Frankreich | Generalleutnant der Dauphiné beim Tod seines Vaters Charles I. de Blanchefort, marquis de Créquy (1638), Enkel des Connétable de Lesdiguières |
| 13. November 1661 | François Emmanuel de Bonne de Créquy | 1645-1685   | Créquy | Comte de Sault, Duc de Lesdiguières | Pair de France                    | - |

### Die Höflinge in der Dauphiné
| Amtszeit                    | Gouverneur                   | Lebensdaten | Wappen   | Titel                                                                                     | Funktion                                                               | Anmerkungen |
| --------------------------- | ---------------------------- | ----------- | -------- | ----------------------------------------------------------------------------------------- | ---------------------------------------------------------------------- | --- |
| 9. Mai 1681                 | François d'Aubusson          | 1631-1691   | Aubusson | Comte, dann Duc (1668) de La Feuillade, Duc (1667), dann puis Duc-Pair (1668) de Roannais | 1675 Marschall von Frankreich                                          | Favorit des Königs Ludwig XIV. mit einer Statue auf der Place des Victoires.                                                                        |
| 12. Oktober 1691            | Louis Vicomte d'Aubusson     | 1673-1725   | Aubusson | Duc de La Feuillade et de Roannais                                                        | Premier Baron de la Marche, Pair, dann Marschall von Frankreich (1724) | Generalleutnant in den Armeen des Königs (1704) und Gouverneur von Savoyen.                                                                         |
| 6. September 1719           | Louis d'Orléans              | 1703-1752   | Orléans  | Duc d'Orléans, de Chartres, de Valois etc.                                                | Conseiller à la Régence et à la Guerre (1718)                          | Großmeister des Lazarus-Ordens (1720), Generaloberst der Infanterie (1721). Residierte nicht in der Provinz                                         |
| 1752, nach dem 4. Februar   | Louis-Philippe I. d'Orléans  | 1725-1785   | Orléans  | Duc d'Orléans, de Chartres, de Valois etc.                                                | Keine weiteren Ämter                                                   | Residierte nicht in der Provinz |
| 1785, nach dem 18. November | Louis-Philippe II. d’Orléans | 1747-1793   | Orléans  | Duc de Chartres, dan Duc d'Orléans                                                        | Letzter Gouverneur der Dauphiné                                        | Deputierter des Adels in den États-Généraux von 1789, genannt Philippe-Égalité; residierte nicht in der Provinz. Am 6. November 1793 guillotiniert. |